# Шугалей, Василий Геннадьевич
Василий Геннадьевич Шугалей (бел. Васіль Генадзевіч Шугалей, 31 декабря 1970, Минск — 7 марта 2004, Люберцы)— белорусский музыкант-авангардист, поэт, продюсер.

## Биография
Родился 31 декабря 1970 года в Минске. Закончил Ленинградское мореходное училище. В 1989 году основал группу «Ы.Ы.Ы.». Быстро стал известной личностью в минской рок-тусовке, познакомился с известными белорусскими и российскими музыкантами. Вася Шугалей был первым московским продюсером группы «Ляпис Трубецкой», а также продюсером «Би-2», «Жуков», «Запрещённых барабанщиков». Автор проекта «Сюрприз для Аллы» (в соавторстве с Филиппом Киркоровым). Участвовал в телевизионных программах («Вася in da house» Василия Стрельникова, «Пип-Парад» Михаила Рольника). Лидер группы «20000 зажЫгалок». Убит в 2004 на своей квартире в Люберцах. Похоронен 19 марта 2004 года на Минском кладбище в Колодищах.